# 20-mm-Cannon M39

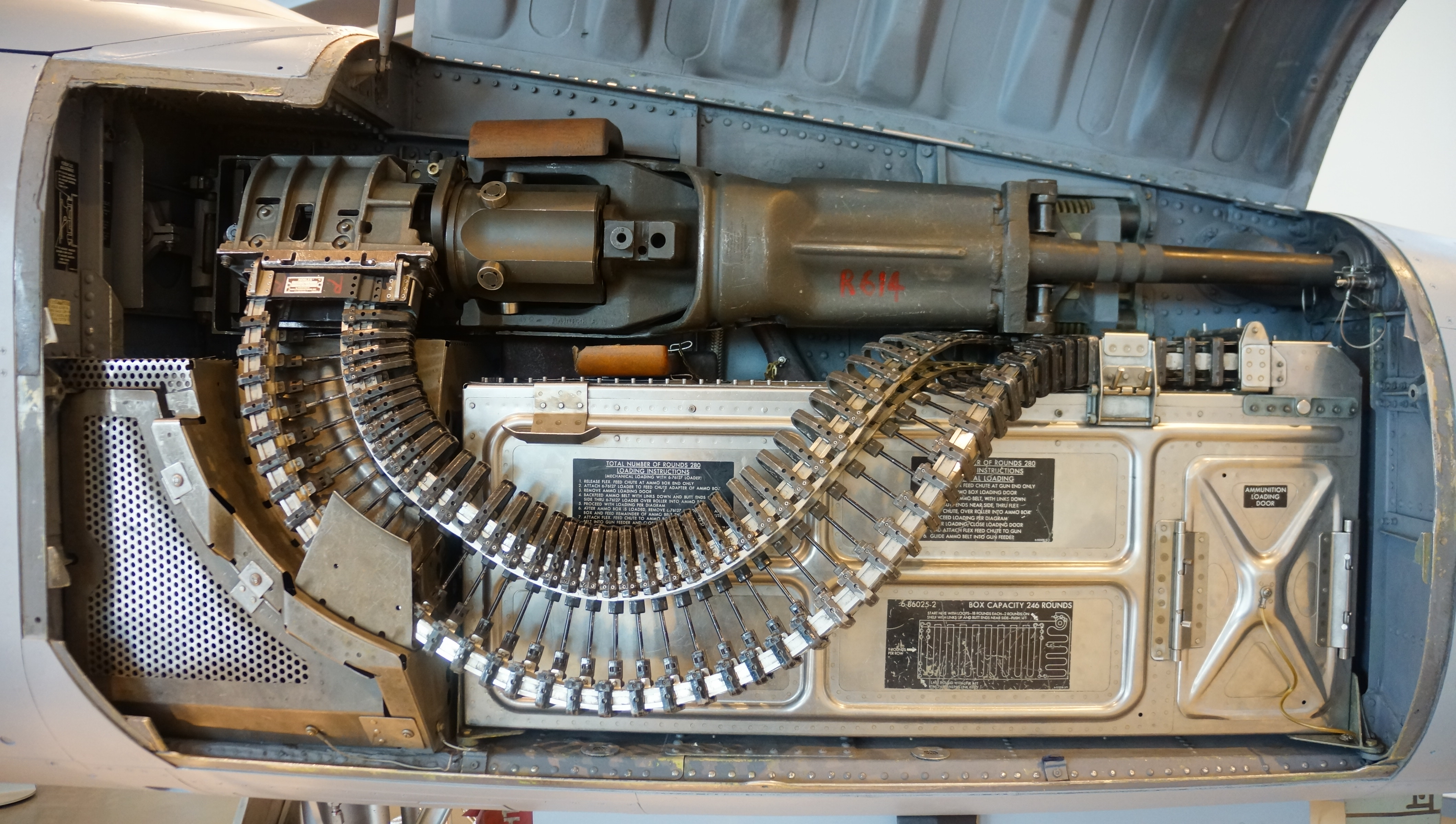
M39A2 aus einer F-5

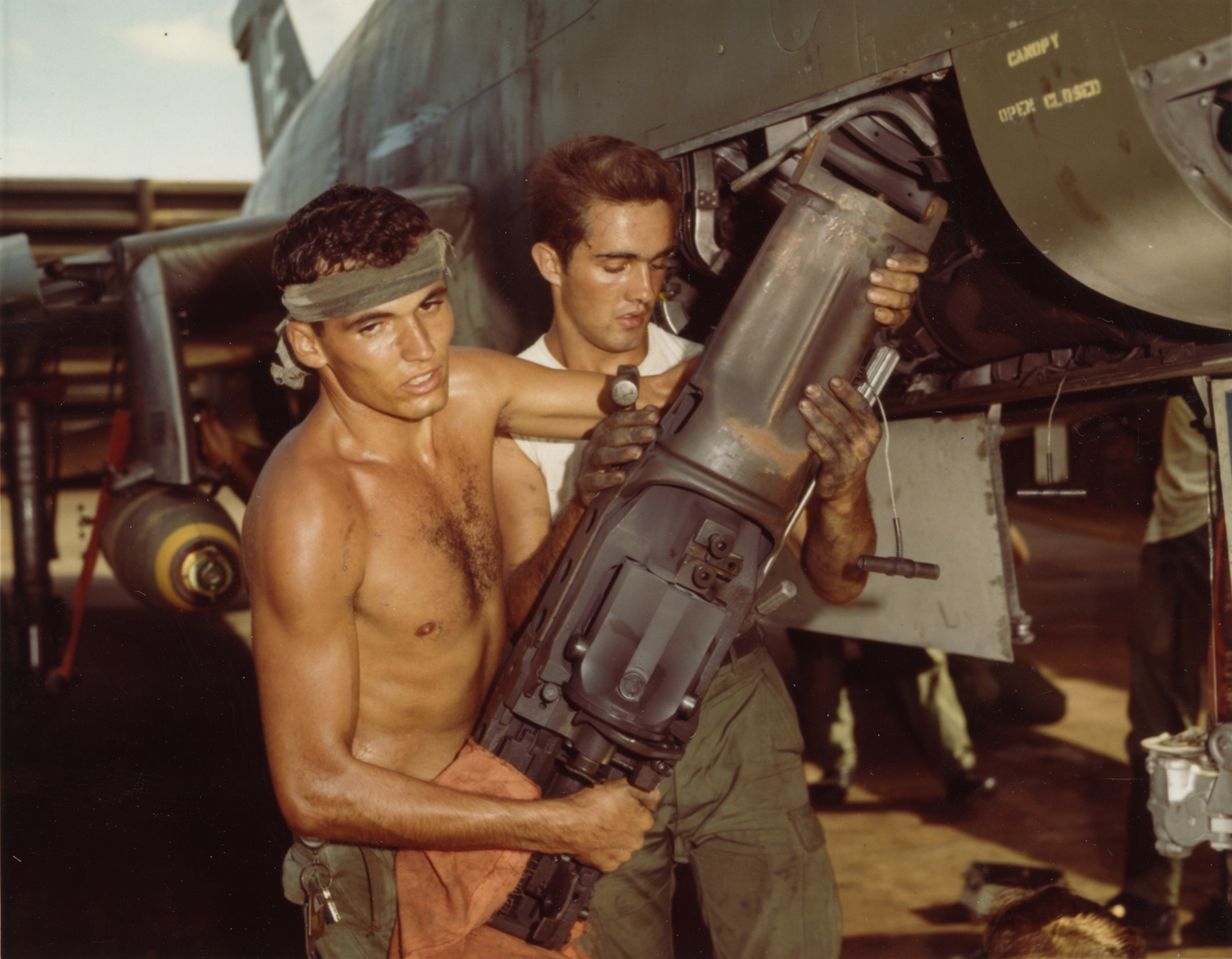
Soldaten wechseln eine M39

Die Pontiac M39 ist eine einläufige 20-mm-Revolverkanone, die in den Nachkriegsjahren des Zweiten Weltkriegs für die United States Air Force entwickelt wurde.

## Entwicklung
Die M39 wurde von Springfield Armory entwickelt und basierte auf dem im Zweiten Weltkrieg entworfenen deutschen Mauser MG 213, einer projektierten 20-mm- bzw. 30-mm-Revolverkanone für die Luftwaffe. Auf dieser Basis wurde ebenfalls die britische ADEN-Kanone sowie die französische DEFA-Kanone entwickelt. Die US-amerikanischen Entwickler wählten jedoch kleinere 20-mm-Patronen, um die Kadenz sowie die Mündungsgeschwindigkeit der Waffe auf Kosten der Durchschlagskraft zu erhöhen.
Anfänglich wurde die Waffe als T-160 bezeichnet und für Schussversuche in verschiedene Kampfflugzeuge F-86 Sabre während des Gunval-Programms Ende 1952 und für den Luftkampf während des Koreakrieges Anfang 1953 eingebaut. Nachfolgend wurde die Waffe als Standardbewaffnung in der F-86H, F-100 Super Sabre, F-101A und F-101C Voodoo und der F-5 Freedom Fighter eingesetzt. Heutige Muster der F-5 Tiger II nutzen immer noch die M39A2 als Bordkanone mit 280 Schuss Munition bei einsitzigen und 140 Schuss bei doppelsitzigen Modellen.
Die M39 ist weder mit den Derivaten der Hispano M3, wie sie die United States Navy in den Flugzeugen A-4 Skyhawk und F-8 Crusader (The Last of the Gunfighters) verwendete, noch mit den Hispano-M24-Derivaten, wie sie die United States Air Force einsetzte, identisch. Beide Waffen waren Gasdrucklader und sind gegenüber einer Revolverkanone im Grunde nur vergrößerte Maschinengewehre.

## Varianten

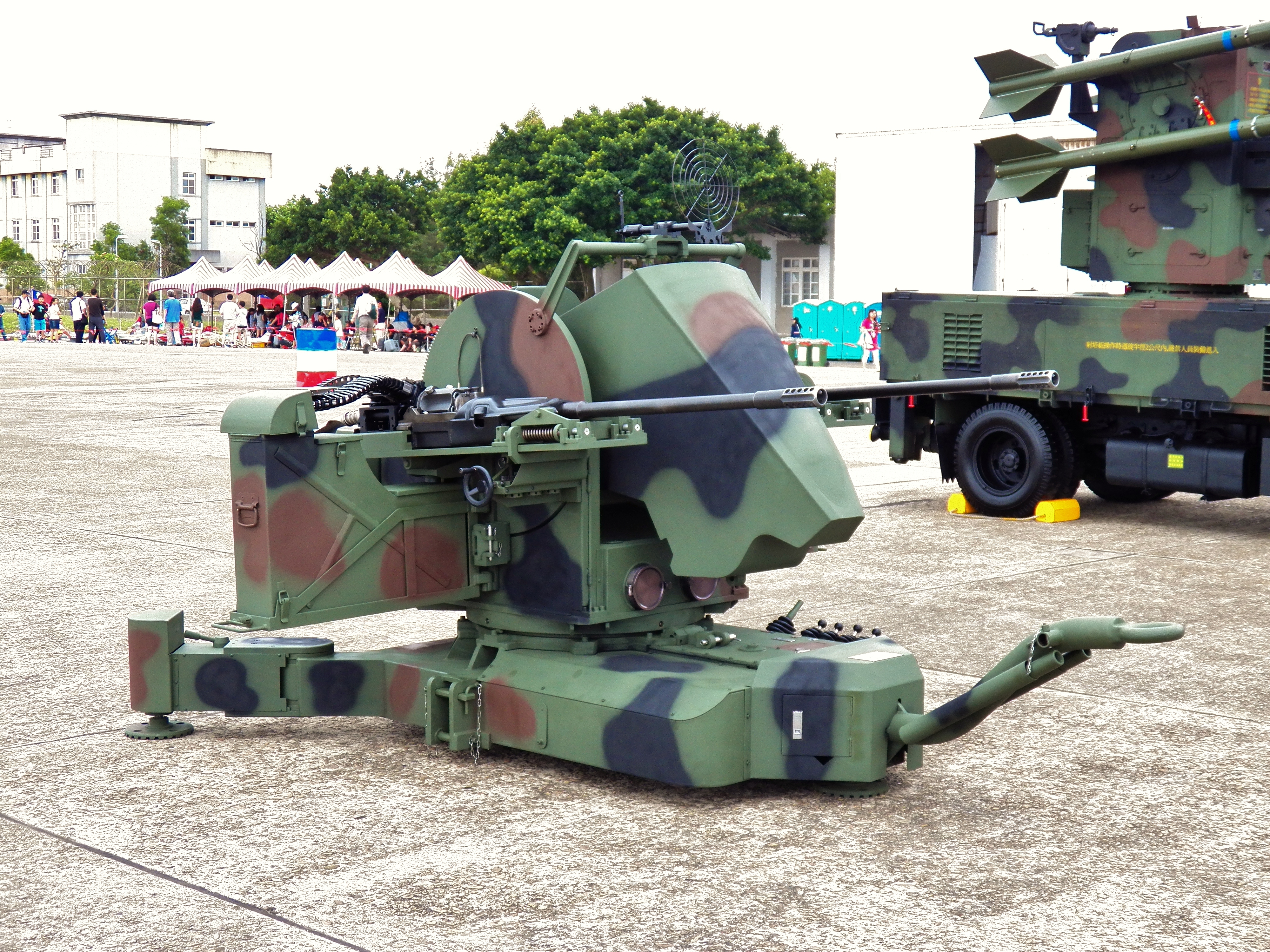
M39-Zwilling als Flugabwehrgeschütz T-82

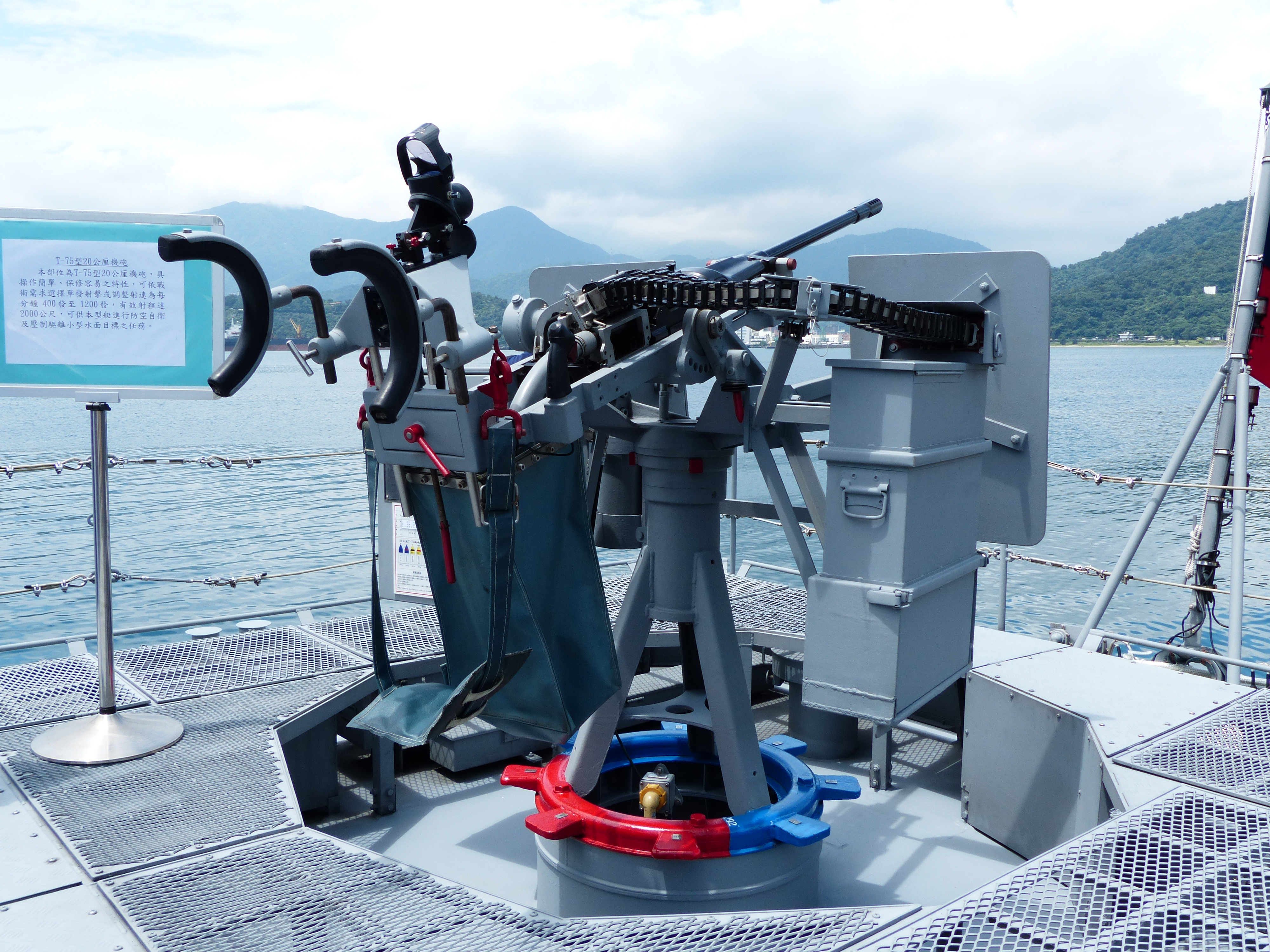
M39 als Schiffsgeschütz T-75S der taiwanesischen Marine

T-160
M39
M39A1
M39A2
M39A3

## Technische Daten
- Bauart: einläufige Trommelrevolver-Maschinenkanone
- Kaliber: 20 × 102 mm
- Funktion: Fünfkammer-Trommelrevolver
- Länge: N/A
- Gewicht (komplett): 81 kg
- Kadenz: 1.500 Schuss pro Minute
- Mündungsgeschwindigkeit: 1.030 m/s
- Geschossgewicht: 101 g

## Trägerflugzeuge
- North American F-86H „Sabre“
- North American F-100 „Super Sabre“
- McDonnell F-101A und F-101C „Voodoo“
- Northrop F-5A „Freedom Fighter“
- Northrop F-5E „Tiger II“
- Grumman X-29
- Northrop F-20 „Tigershark“